# Tirathaba
Tirathaba is een geslacht van vlinders van de familie snuitmotten (Pyralidae), uit de onderfamilie Galleriinae.

## Soorten
- T. acyperella Hampson, 1901
- T. albifusa Hampson, 1917
- T. albilineata Whalley, 1964
- T. aperta Strand, 1920
- T. catharopa (Turner, 1937)
- T. citrinoides Whalley, 1964
- T. complexa Butler, 1885
- T. cyclophora Hampson, 1917
- T. chlorosema Lower, 1903
- T. distorta Turner, 1937
- T. epichthonia Meyrick, 1937
- T. expurgata Whalley, 1964
- T. fuscistriata Hampson, 1917
- T. grandinotella Hampson, 1898
- T. haematella Hampson, 1901
- T. irrufatella Ragonot, 1901
- T. leucospila (Lower, 1907)
- T. leucotephras Meyrick, 1936
- T. maculifera Hampson, 1917
- T. microsora Turner, 1924
- T. monoleuca (Lower, 1894)
- T. mundella Walker, 1864
- T. nitidalis Hampson, 1917
- T. pallida Whalley, 1964
- T. parasiticus (Lucas, 1898)
- T. pseudocomplana Hampson, 1917
- T. purpurella Hampson, 1917
- T. rosella Hampson, 1898
- T. rufivena (Walker, 1864)
- T. ruptilinea (Walker, 1866)
- T. unicolorella Hampson, 1896